# Монастырь Святого Иосифа (Ландсхут)
Монастырь Святого Иосифа (нем. Kloster Sankt Joseph) — монастырь конгрегации урсулинок, располагающийся на улице Нойштадт баварского города Ландсхут (Нижняя Бавария) и относящийся к архиепархии Мюнхена и Фрайзинга. Монастырь, изначально предполагавший наличие при нём школы для девочек, был основан в 1668 году; в 1671 году был заложен первый камень в основание нового здания. Монастырская церковь святого Иосифа была освящена в 1679 году.